# Хангін – Задній стяг
40°53′13″ пн. ш. 107°08′32″ сх. д. / 40.88684° пн. ш. 107.14223° сх. д.
Хангін – Задній стяг (кит. 杭锦后旗, пін. Hángjĭn Hòuqí) — один із повітів КНР у складі префектури Баяннур, Внутрішня Монголія. Адміністративний центр — містечко Шамба.

## Географія
Хангін – Задній стяг лежить на висоті близько 1030 метрів над рівнем моря у пустелі Гобі на північ від Хуанхе.

### Клімат
Хошун знаходиться у зоні, котра характеризується кліматом пустель помірного поясу. Найтепліший місяць — липень із середньою температурою 23,6 °C. Найхолодніший місяць — січень, із середньою температурою -10,3 °С.
| Клімат хошуну Хангін – Задній стяг | Клімат хошуну Хангін – Задній стяг | Клімат хошуну Хангін – Задній стяг | Клімат хошуну Хангін – Задній стяг | Клімат хошуну Хангін – Задній стяг | Клімат хошуну Хангін – Задній стяг | Клімат хошуну Хангін – Задній стяг | Клімат хошуну Хангін – Задній стяг | Клімат хошуну Хангін – Задній стяг | Клімат хошуну Хангін – Задній стяг | Клімат хошуну Хангін – Задній стяг | Клімат хошуну Хангін – Задній стяг | Клімат хошуну Хангін – Задній стяг | Клімат хошуну Хангін – Задній стяг |
| Показник                           | Січ.                               | Лют.                               | Бер.                               | Квіт.                              | Трав.                              | Черв.                              | Лип.                               | Серп.                              | Вер.                               | Жовт.                              | Лист.                              | Груд.                              | Рік                                |
| Середній максимум, °C              | −3,4                               | 1,7                                | 8,8                                | 17,7                               | 24,5                               | 28,4                               | 30                                 | 27,8                               | 23,2                               | 15,5                               | 5,3                                | −1,8                               | 14,8                               |
| Середня температура, °C            | −10,3                              | −5,7                               | 1,4                                | 10,1                               | 17,4                               | 21,7                               | 23,6                               | 21,3                               | 15,7                               | 8,2                                | −0,6                               | −7,9                               | 7,9                                |
| Середній мінімум, °C               | −15,8                              | −11,7                              | −4,8                               | 2,5                                | 9,6                                | 14,3                               | 17,1                               | 15                                 | 9                                  | 2,2                                | −5,2                               | −12,8                              | 1,6                                |
| Норма опадів, мм                   | 0.6                                | 1.5                                | 2.8                                | 3.7                                | 11.2                               | 20.4                               | 29.3                               | 35                                 | 23.7                               | 6.4                                | 1.3                                | 0.9                                | 136.8                              |
| Вологість повітря, %               | 54                                 | 46                                 | 40                                 | 34                                 | 37                                 | 48                                 | 59                                 | 63                                 | 58                                 | 55                                 | 58                                 | 56                                 | 50.6                               |
| ---------------------------------- | ---------------------------------- | ---------------------------------- | ---------------------------------- | ---------------------------------- | ---------------------------------- | ---------------------------------- | ---------------------------------- | ---------------------------------- | ---------------------------------- | ---------------------------------- | ---------------------------------- | ---------------------------------- | ---------------------------------- |
| Джерело: data.cma.cn               |                                    |                                    |                                    |                                    |                                    |                                    |                                    |                                    |                                    |                                    |                                    |                                    |                                    |